# Chen Chih-Yu
Chen Chih-Yu (né le 29 septembre 1988) est un gymnaste de Taïwan, spécialiste des anneaux.
Il est étudiant à la National Taiwan Sport University de Taoyuan.
Il est médaille de bronze aux anneaux lors des Jeux asiatiques de 2010 de Canton en 2010 et lors des Championnats d'Asie à Putian en 2012.
Il termine 4e lors de l'Universiade d'été de 2013 à Kazan.